# Schöllkopf (Freudenstadt)
Der Schöllkopf ist ein Berg bei Freudenstadt im Schwarzwald. Er ist 843,2 m hoch und liegt oberhalb des Dorfes Lauterbad an der Grenze zur Gemeinde Loßburg. Bereits erwähnt 1448 und 1477 gehört der Schöllkopf zu den gesicherten Standorten von Glashütten im Schwarzwald. Seit dem frühen 16. Jahrhundert ist Kupfer- und Silberbergbau am Schöllkopf nachweisbar. Besonders intensiv war der Bergbau in den Jahren 1597–1603 unter Herzog Friedrich I. von Württemberg. Man geht allerdings davon aus, dass dieser Bergbau immer verlustgebend war.
Auf dem Schöllkopf bestand auch ein Bauernhof (Schöllkopfhof), der 1693 bei einem Einfall der Franzosen zerstört und nicht wieder aufgebaut wurde. Die sogenannte Großvatertanne gehörte als solitärer Baum (Weidetanne) zu diesem Hof. Sie ist heute 250–300 Jahre alt und von jüngerem Wald umgeben.
Am Schöllkopf entspringt in mehreren Quellen die Lauter, ein Zufluss der Glatt. Außerdem befindet sich am Schöllkopf eine Wasserscheide zwischen dem Einzugsgebiet der Murg und der Kinzig.